# Premiul Apollo
Premiul Apollo (în franceză Prix Apollo) a fost o distincție literară independentă acordată unei opere science-fiction (originală sau tradusă), apărută în Franța în anul precedent. Premiul a fost înființat în 1971, din inițiativa lui Jacques Sadoul, cu scopul de a consolida literatura science-fiction în Franța. Numele premiului a fost dat în onoarea navei Apollo 11, care a dus un astronaut pe solul lunar pentru prima dată în istoria umanității. Premiul Apollo s-a acordat începând cu anul 1972 până în 1990. Din 1991 Premiul Apollo a fost suspendat din motive financiare.

## Laureați
- 1972 : Roger Zelazny - Isle of the dead (1969) / Insula morților
- 1973 : John Brunner - Stand on Zanzibar (1968) / Zanzibar ( Editura Nemira ,1995,colecția Nautilus,nr.86)
- 1974 : Norman Spinrad - The Iron Dream (1972) / Visul de fier (Ed. Nemira,1994,col.Nautilus,nr.48)
- 1975 : Ian Watson - The Embedding (1973) / Încâlceala
- 1976 : Robert Silverberg - Nightwings (1969) / Aripile nopții
- 1977 : Philippe Curval - Cette chère humanité (1976) / Această dragă omenire- tradus ca Enclava (Editura Bogdana)
- 1978 : Frank Herbert - Hellstrom's Hive (1973) / Roiul lui Hellstrom
- 1979 : Frederik Pohl - Gateway (1977) / Poarta (Editura Pygmalion,1996,colecția Cyborg,nr.10)
- 1980 : John Varley - Persistence of vision (1978) / Persistența imaginii
- 1981 : Kate Wilhelm - Juniper Time (1979) / Vremea ienupărului
- 1982 : Scott Baker - Symbiote's crown (1978) / L'Idiot-roi / Regele-idiot
- 1983 : Michel Jeury - L'Orbe et la roue (1982) / Fusul și roata
- 1984 : Serge Brussolo - Les Semeurs d'abîmes (1983) / Semănătorii de abisuri
- 1985 : Gene Wolfe - The Citadel of the Autarch (1983) / Citadela autarhului
- 1986 : Greg Bear - Blood Music (1985) / Muzica sângelui
- 1987 : Tim Powers - The Anubis Gate (1983) / Porțile lui Anubis
- 1988 : Georges-Jean Arnaud - La Compagnie des glaces / Compania ghețurilor
- 1989 : Jonathan Carroll - Le Pays du fou rire / Țara râsului nebun
- 1990 : Joël Houssin - Argentine (1989) / Argentina